# Killian Évenot
Pour les articles homonymes, voir Évenot.
Killian Évenot, né le 15 février 1995 à Gonesse (Val-d'Oise), est un coureur cycliste français. Il pratique le cyclisme sur route et le cyclisme sur piste.

## Biographie
En juillet 2017, il signe un contrat de stagiaire avec l'équipe continentale française HP BTP-Auber 93.
En 2019, Killian Évenot s’engage avec le club de DN1 du CC Villeneuve Saint-Germain après avoir passé deux saisons au CM Aubervilliers 93.
Membre de la sélection des Hauts-de-France présente aux championnats de France de cyclisme sur piste 2019, il se classe quatrième de la course à l'américaine avec Florian Deriaux.

## Palmarès sur route
- 2014
  - Nocturne d'Aubervilliers
- 2015
  - Nocturne d'Aubervilliers
  - Nocturne de Bar-sur-Aube
  - Grand Prix du Commerce à Barlin
- 2016
  - Vienne Classic
  - Grand Prix d'Iwuy
  - 3e de la Nocturne de Bar-sur-Aube
- 2017
  - Nocturne d'Aubervilliers
  - Grand Prix de Bobigny
  - 4eb étape du Tour des Deux-Sèvres
  - Nocturne de Bar-sur-Aube
- 2018
  - Grand Prix de Saint-Lyé
  - Nocturne d'Aubervilliers
- 2019
  - 3e épreuve de la Ronde nancéienne
  - Grand Prix de Lambres-lez-Douai

## Palmarès sur piste

### Championnats du monde juniors
| Édition / Épreuve | Vitesse individuelle | Vitesse par équipes | Kilomètre |
| Glasgow 2013      | 33e                  | 5e                  | 15e       |

### Championnats d'Europe
| Édition / Épreuve     | Kilomètre | Vitesse par équipes |
| Anadia 2012 (juniors) | 9e        | 5e                  |
| Anadia 2013 (juniors) | 8e        | 4e                  |

### Championnats de France
- 2011
  -  Champion de France de vitesse par équipes (avec Erwann Aubernon et Benjamin Édelin)
- 2012
  -  Champion de France de vitesse par équipes (avec Thomas Valadier et Erwann Aubernon)
- 2013
  -  Champion de France de vitesse par équipes (avec Maxime Vienne et Melvin Landerneau)
  - 2e du kilomètre juniors
  - 3e du keirin juniors
  - 3e de la vitesse juniors
- 2016
  - 2e de l'américaine
- 2017
  - 3e de l'américaine